# Drugi gabinet Johna Curtina
Drugi gabinet Johna Curtina – trzydziesty pierwszy gabinet federalny Australii, urzędujący od 21 września 1943 do 6 lipca 1945. Był gabinetem jednopartyjnym, sformowanym przez Australijską Partię Pracy (ALP). Jest jednym z trzech gabinetów w historii Australii (obok czwartego gabinetu Lyonsa oraz drugiego gabinetu Holta), których dymisja nastąpiła na skutek śmierci premiera.

## Okoliczności powstania
Gabinet powstał po wyborach z sierpnia 1943, w których ALP, wcześniej tworząca mniejszościowy pierwszy gabinet Curtina, uzyskała miażdżącą przewagę nad innymi ugrupowaniami. Miesiąc po wyborach Curtin formalnie powołał swój nowy gabinet. 

## Okoliczności dymisji
Gabinet zakończył działalność w lipcu 1945, po śmierci szefa rządu, który od dłuższego czasu miał poważne kłopoty kardiologiczne. Tymczasowym premierem został Frank Forde jako dotychczasowy zastępca lidera partii rządzącej. W wyborach nowego szefa ALP uległ on jednak Benowi Chifleyowi, który rządził następnie aż do 1949 roku.

## Skład
| stanowisko                                              | osoba              | od               | do             |
| ------------------------------------------------------- | ------------------ | ---------------- | -------------- |
| premier                                                 | John Curtin        | 21 września 1943 | 6 lipca 1945   |
| minister obrony                                         | John Curtin        | 21 września 1943 | 6 lipca 1945   |
| minister ds. wojsk lądowych                             | Frank Forde        | 21 września 1943 | 6 lipca 1945   |
| minister skarbu                                         | Ben Chifley        | 21 września 1943 | 6 lipca 1945   |
| minister ds. powojennej odbudowy                        | Ben Chifley        | 21 września 1943 | 2 lutego 1945  |
| minister ds. powojennej odbudowy                        | John Dedman        | 2 lutego 1945    | 6 lipca 1945   |
| prokurator generalny                                    | Herbert Vere Evatt | 21 września 1943 | 6 lipca 1945   |
| minister spraw zagranicznych                            | Herbert Vere Evatt | 21 września 1943 | 6 lipca 1945   |
| minister zaopatrzenia i żeglugi                         | Jack Beasley       | 21 września 1943 | 2 lutego 1945  |
| minister zaopatrzenia i żeglugi                         | Bill Ashley        | 2 lutego 1945    | 6 lipca 1945   |
| minister spraw wewnętrznych                             | Joe Collings       | 21 września 1943 | 6 lipca 1945   |
| minister marynarki wojennej                             | Norman Makin       | 21 września 1943 | 6 lipca 1945   |
| minister ds. uzbrojenia                                 | Norman Makin       | 21 września 1943 | 6 lipca 1945   |
| minister pracy i służby zasadniczej                     | Jack Holloway      | 21 września 1943 | 6 lipca 1945   |
| minister handlu i ceł                                   | Richard Keane      | 21 września 1943 | 6 lipca 1945   |
| minister sił powietrznych                               | Arthur Drakeford   | 21 września 1943 | 6 lipca 1945   |
| minister lotnictwa cywilnego                            | Arthur Drakeford   | 21 września 1943 | 6 lipca 1945   |
| minister gospodarki i rolnictwa                         | William Scully     | 21 września 1943 | 6 lipca 1945   |
| minister poczty                                         | Bill Ashley        | 21 września 1943 | 2 lutego 1945  |
| minister poczty                                         | Don Cameron        | 2 lutego 1945    | 6 lipca 1945   |
| wiceprzewodniczący Federalnej Rady Wykonawczej          | Bill Ashley        | 21 września 1943 | 2 lutego 1945  |
| wiceprzewodniczący Federalnej Rady Wykonawczej          | Jack Beasley       | 2 lutego 1945    | 6 lipca 1945   |
| minister transportu                                     | Eddie Ward         | 21 września 1943 | 6 lipca 1945   |
| minister ds. terytoriów zewnętrznych                    | Eddie Ward         | 21 września 1943 | 6 lipca 1945   |
| minister ds. repatriacji                                | Charles Frost      | 21 września 1943 | 6 lipca 1945   |
| minister zarządzający programem mieszkań dla weteranów  | Charles Frost      | 21 września 1943 | 6 lipca 1945   |
| minister ds. wojennej organizacji przemysłu             | John Dedman        | 21 września 1943 | 19 lutego 1945 |
| minister kierujący Radą Badań Naukowych i Przemysłowych | John Dedman        | 21 września 1943 | 6 lipca 1945   |
| minister bezpieczeństwa wewnętrznego                    | Bert Lazzarini     | 21 września 1943 | 6 lipca 1945   |
| minister robót publicznych                              | Bert Lazzarini     | 2 lutego 1945    | 6 lipca 1945   |
| minister zdrowia                                        | James Fraser       | 21 września 1943 | 6 lipca 1945   |
| minister służb społecznych                              | JamesFraser        | 21 września 1943 | 6 lipca 1945   |
| minister produkcji lotniczej                            | Don Cameron        | 21 września 1943 | 2 lutego 1945  |
| minister produkcji lotniczej                            | Norman Makin       | 2 lutego 1945    | 6 lipca 1945   |
| minister informacji                                     | Arthur Calwell     | 21 września 1943 | 6 lipca 1945   |